# 卡罗利纳 (巴西)
卡罗利纳是巴西马拉尼昂州的一个市镇。总面积6441.559平方公里，总人口24306人，人口密度3.8人/平方公里。